# Korrika

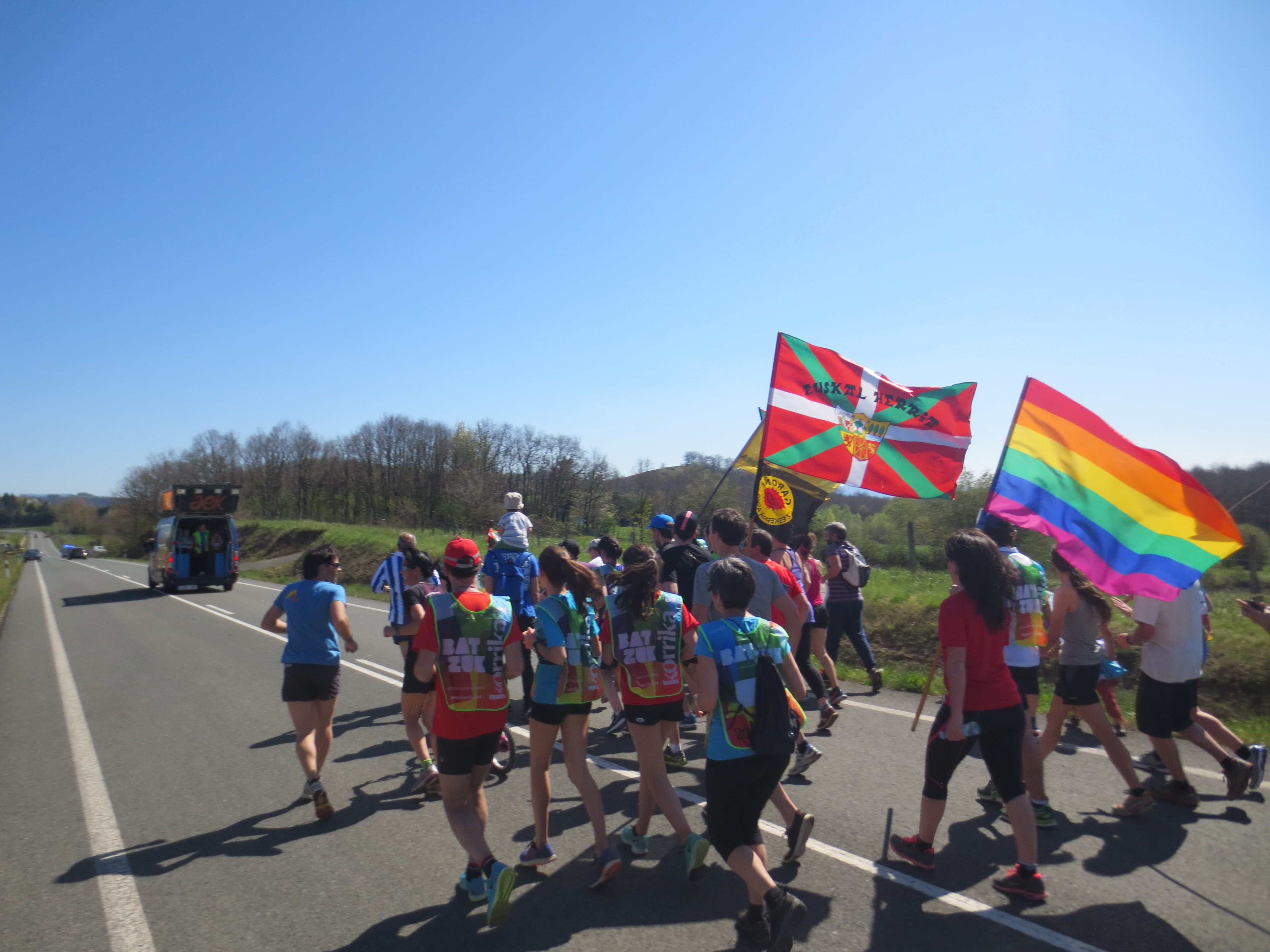
Testa della 20ª Korrika

La Korrika (in basco: corsa) è una marcia rivendicativa in favore della salvaguardia e la promozione della lingua basca che si svolge con cadenza biennale nella regione storica del Paese basco (Euskal Herria), che include la comunità autonoma dei Paesi Baschi in Spagna e le confinanti province francesi). L'evento è organizzato dal Coordinamento di Euskadizzazione e Alfabetizzazione (AEK) e ha come obiettivo quello di raccogliere fondi per finanziare la propria rete di centri per l'insegnamento della lingua basca (Euskaltegi). Viene considerata, inoltre, come una delle maggiori manifestazioni in favore di una lingua al mondo, andando a coprire su tutto il territorio basco 2500 km di percorso in 11 giorni.
Il percorso della Korrika varia ad ogni evento, con l'intenzione di andare ad abbracciare tutti la popolazione che compone i sette territori dei Paesi Baschi in diverse ore della giornata.

## Contesto
La lingua basca (euskera) si trova nel ventunesimo secolo in una situazione difficile e con un futuro incerto. Stando ai report dell'UNESCO, il basco si troverebbe in grave pericolo di estinzione in alcune aree tanto che in alcune parti della "nazione basca" non è nemmeno riconosciuta come lingua ufficiale e in nessun caso la lingua gode di uno status normalizzato nella società, avendo una situazione di diglossia tra il basco e il castigliano o il francese.
Durante il periodo della dittatura di Francisco Franco, in Spagna la lingua e la cultura basca subirono un acuto declino dovuto all'oppressione delle popolazioni basche che utilizzavano il loro idioma in pubblico, tacciato dalle autorità spagnole di essere una lingua contraria alla modernità. Venne inoltre proibito l'utilizzo della lingua basca anche nelle scuole, dove i bambini scoperti a parlarlo venivano puniti anche fisicamente. La maggioranza dei linguisti, analizzando la situazione, concordano sul fatto che le politiche linguistiche intraprese da Spagna e Francia nei confronti della lingua basca hanno danneggiato notevolmente quella che è la sua situazione nel ventunesimo secolo.
Preoccupate per la regressione della loro lingua, così come per il basso tasso di alfabetizzazione dei loro concittadini, numerosi baschi iniziarono a creare, verso la fine della dittatura franchista, delle organizzazioni clandestine per l'insegnamento della lingua basca e l'alfabetizzazione. In questo conteso nacque nel 1976 l'associazione AEK, al fine di coordinare tutte le varie scuole che nel frattempo erano sorte. Con l'intento di innovare la campagna popolare per la sensibilizzazione linguistica, la direzione dell'AEK propose la creazione di un evento itinerante che potesse essere portato in tutte le province dei Paesi Baschi, invece di far concentrare gli interessati in un posto solo. In questo modo nacque la Korrika, tra numerose critiche di "pazzia" che vennero mosse alla proposta, con la prima edizione che partì il 29 novembre del 1980 dalla città di Oñati e che si concluse il 7 dicembre giungendo a Bilbao.

## Organizzazione
La manifestazione consiste in una staffetta dove il testimone (in basco: lekuko) viene passato di mano in mano ad ogni chilometro percorso. L'evento si tiene ogni due anni e solitamente si svolge nell'arco di 10 giorni, tempo impiegato per completare il tragitto. Nel 2017, anno della 20ª manifestazione, sono stati percorsi circa 2550 km, correndo e marciando giorno e notte senza interruzione per 11 giorni.
La prima Korrika fu organizzata nel 1980 e si pensò di riproporla ogni anno e mezzo, ma in seguito si optò per la realizzazione ogni due anni.

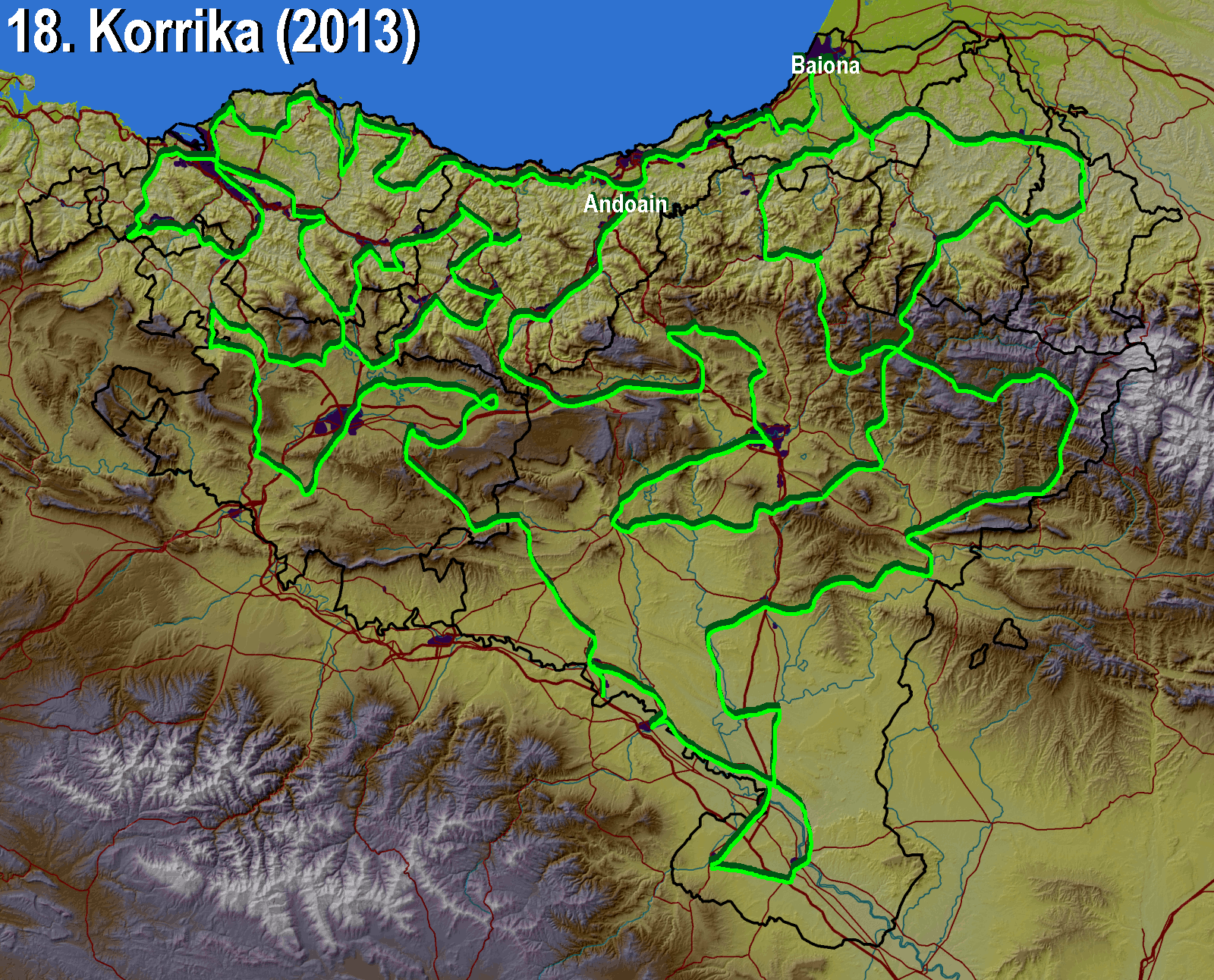
Tracciato della 18ª Edizione

La raccolta dei fondi avviene principalmente attraverso una sorta di "acquisto dei chilometri", in cui individui e istituzioni pagano all'organizzazione una somma di denaro per garantirsi il diritto a condurre il testimone della Korrika per un chilometro. Tutto il ricavato dalla corsa viene destinato a finanziare i progetti linguistico-culturali dell'AEK.
La peculiarità di questa manifestazione è che non finisce con il sopraggiungere della notte: da quando parte fino alla fine, il testimone passa di mano in mano e da città a città senza fermarsi un solo momento. Alla testa della marcia si trova la persona che detiene il testimone, creato da un palo di legno intagliato che serve da piccola asta alla bandiera basca (Ikurriña). All'interno del testimone si trova un messaggio che non potrà essere reso pubblico fino all'ultimo momento dopo il traguardo, quando verrà letto alla conclusione della corsa. Il primo testimone fu disegnato da Remigio Mendiburu ed è esposto nel museo di San Telmo a San Sebastián, mentre quello utilizzato è una copia dell'originale realizzata per la 9ª edizione del 1995. Solitamente è la stessa persona che ha scritto il messaggio ad incaricarsi del trasporto del testimone attraverso la sua ultima tappa, prima di leggere il messaggio stesso davanti al pubblico. A volte non è stato possibile mantenere questa tradizione per via della prematura scomparsa di colui che aveva lasciato il messaggio o per via dell'impossibilità a presiedere al rito, come nel caso della 20ª edizione del 2017 quando è stato riprodotto il messaggio registrato lasciato dallo scrittore Joseba Sarrionandia.
Dietro il testimone si trova la testa della marcia che mostra un cartellone su cui è riportato un motto che varia ad ogni manifestazione. Dietro a questo cartellone si raggruppa il resto dei partecipanti, i quali corrono con musica e animatori lungo tutto il tragitto.
Come esempio di partecipazione, si stima che nel 2011 parteciparono più di 600.000 persone lungo tutti i Paesi Baschi. Questo dato e il movimento che si viene a creare attorno alla Korrika riflettono l'appoggio che la società basca esprime verso la sua lingua. La Korrika è ormai diventata un appuntamento biennale che mobilita tutta la popolazione dei Paesi Baschi. La partecipazione aumenta a ogni edizione e migliaia di persone lavorano volontariamente per l'organizzazione dell'evento attraverso i comitati che si creano nei paesi e nei quartieri, oltre alle numerose attività culturali e ludiche che si tengono durante la corsa.
Parallelamente, due mesi prima della corsa viene organizzata quella che viene definita la Korrika Kulturala, ovvero una serie di eventi che riguardano la lingua e la cultura basche su tutto il territorio della comunità autonoma.

## Korrikanel mondo
Da qualche decennio, i baschi residenti in varie regioni del mondo organizzano altre marce simili (di entità minore) nelle proprie città di residenza, durante il periodo di svolgimento della Korrika originale. Eventi gemellati alla corsa nei Paesi Baschi si sono tenuti in, Argentina, Australia, Canada, Repubblica Ceca, Cile, Finlandia, Francia, Germania, Inghilterra, Irlanda, Italia, Messico, Russia, Scozia, Spagna, Stati Uniti e Ungheria.

## Edizioni
| Edizione | Data                        | Tracciato                               | Motto | Canzone (autore)                                            | In omaggio a |
| -------- | --------------------------- | --------------------------------------- | --- | ----------------------------------------------------------- | --- |
| 1ª       | 29 novembre-7 dicembre 1980 | Oñati–Bilbao                            | Zuk ere esan bai euskarari (Dì anche tu sì al basco) | "Korrika 1" (Xabier Amuriza)                                | Xabier Peña Albizu (1914-1980), scrittore e professore. Promotore dell'insegnamento della lingua basca agli adulti dal 1949 e della prima scuola di basco. |
| 2ª       | 22-30 maggio 1982           | Pamplona–Donostia-San Sebastián         | AEK, euskararen alternatiba herritarra; Korrika, herriaren erantzuna euskararen alde (AEK, l'alternativa tra il basco e i baschi; Korrika, la risposta a favore dei Paesi Baschi) | "Korrika 2" (Egan)                                          | Rikardo Arregi, (1942-1969) giornalista e scrittore. Precursore e promotore dell'AEK. |
| 3ª       | 3-11 dicembre 1983          | Bayonne–Bilbao                          | Euskaraz eta kitto! (in lingua basca e basta!) | "Korrika 3" (Akelarre)                                      | Gabriel Aresti (1933-1975) poeta e scrittore. |
| 4ª       | 31 maggio-9 giugno 1985     | Tardets-Sorholus–Pamplona               | Herri bat, hizkuntza bat! (Un paese, una lingua!) | "Korrika 4" (Lontxo Aburuza)                                | Piarres Lafitte (1901-1985) giornalista, scrittore e filologo. |
| 5ª       | 3-12 aprile 1987            | Hendaye–Bilbao                          | Euskara, zeurea (Lingua basca, è tua) | "Korrika 5" (Oskorri)                                       | Balendin Enbeita (1906-1986) cantautore e scrittore appartenente al movimento bartolarista. |
| 6ª       | 14-23 aprile 1989           | Pamplona–Donostia-San Sebastián         | Euskara, Korrika eta kitto (Lingua basca, Korrika e basta) | "Gu AEK-koak gara" (Xanti eta Maider)                       | Jose Migel Barandiaran (1889-1991) antropologo, etnografo e archeologo, nel centenario della sua nascita. |
| 7ª       | 15-24 marzo 1991            | Vitoria-Gasteiz–Bayonne                 | Korrika euskara, euskaraz Euskal Herria (Korrika basca, Paese basco ai baschi) | "Korrika 7" (Irigoien Anaiak e Mikel Erramuspe)             | Remigio Mendiburu (1931-1990) scultore e disegnatore del testimone della Korrika. |
| 8ª       | 26 marzo-4 aprile 1993      | Pamplona–Bilbao                         | Denok maite dugu gure herria euskaraz (Tutti noi amiamo il nostro paese in lingua basca)                                                                                          | "Aide Korrika", Tapia eta Leturia                           | Martin Ugalde (1921-2004) giornalista, scrittore e politico. |
| 9ª       | 17-26 marzo 1995            | Saint-Jean-Pied-de-Port–Vitoria-Gasteiz | Jalgi hadi euskaraz (Alzati in basco) | "Bizi ganoraz", Maixa eta Ixiar, Alex Sardui e Kepa Junkera | Mikel Laboa (1934-2008) musicista. |
| 10ª      | 14-23 marzo 1997            | Santuario di Arantzazu–Bilbao           | Euskal Herria Korrika! (Paese basco corri!) | "Euskal Herria Korrika", Gozategi                           | Luis Villasante (1920-2000) scrittore e linguista, presidente della Reale Accademia della Lingua Basca. |
| 11ª      | 19-28 marzo 1999            | Pamplona–Donostia-San Sebastián         | Zu eta ni euskaraz (Tu e io in basco) | "1 eta 1", Joxe Ripiau                                      | La società Etxepe e l'ottica Mendia in nome di tutto il mondo del lavoro; Marije Learreta, Mila Etxezarraga e Maite Larizgoitia, nel nome di quelli che fondarono la scuola di basco di Llodio; Pedro Migel Etxenike e Jose Ramon Etxebarria, professori di fisica; José Ángel Iribar, calciatore; Maitane Araguas, professoressa dell'AEK; la radio "Euskalerria Irratia"; la casa editrice "Editorial Maiatz" e infine il comune di Arantza in rappresentanza dei popoli che vivono nei Paesi Baschi. |
| 12ª      | 29 marzo-8 aprile 2001      | Vitoria-Gasteiz–Bayonne                 | Mundu bat euskarara bildu (Uniamo il mondo con il basco) | "Big Beñat", Fermin Muguruza                                | Euskal Herriko Bertsozale Elkartea, associazione promotrice del movimento bartolarista. |
| 13ª      | 4-13 aprile 2003            | Maule–Pamplona                          | Herri bat geroa lantzen (Un paese che lavora è il futuro) | "Gero bat gaurdanik", Mikel Laboa y Ruper Ordorika          | Ez Dok Amairu, movimento culturale avanguardista attivo tra il 1966 e il 1972. |
| 14ª      | 10-20 marzo 2005            | Roncisvalle–Bilbao                      | Euskal Herria euskalduntzen. Ni ere bai! (Il Paese basco parla basco. E anche io!)                                                                                                | "Ni ere bai", Afrika Bibang                                 | Andolin Eguzkitza (1953-2004) linguista e professore della lingua basca. |
| 15ª      | 22 marzo-1 aprile 2007      | Carranza–Pamplona                       | Heldu hitzari, lekukoari, elkarlanari, euskarari, herriari! (Far correre la voce, la consapevolezza, la società, la lingua basca, il paese basco!)                                | "Heldu", Niko Etxart ed El Drogas                           | La "donna Basca", per il suo ruolo nella trasmissione della lingua basca. |
| 16ª      | 26 marzo-5 aprile 2009      | Tudela–Vitoria-Gasteiz                  | Ongi etorri euskaraz bizi nahi dugunon herrira! (Benvenuti nel paese in cui noi vogliamo vivere in basco)                                                                         | "Ongi etorri laguna", Betagarri                             | Tutte le famiglie che hanno appreso o recuperato l'utilizzo della lingua basca. |
| 17ª      | 7-17 aprile 2011            | Treviño–Donostia-San Sebastián          | Maitatu, ikasi, ari... euskalakari (Per amare, imparare, usare. il basco) | "Pausoz pauso euskalakari", Gose                            | Euskaltzaindia, l'Accademia Reale della Lingua Basca. |
| 18ª      | 14-24 marzo 2013            | Andoain–Bayonne                         | Eman euskara elkarri (Donarsi la lingua basca gli uni agli altri) | "Bagoaz", Esne Beltza                                       | Tutte quelle persone che stanno apprendendo la lingua basca e si stanno alfabetizzando. |
| 19ª      | 19-29 marzo 2015            | Urepel–Bilbao                           | Euskahaldun (Forzabasca) | "Denok Korrikara", artisti vari                             | "Fiera del Libro e della Disco baschi" di Durango, nel suo 50º anniversario. |
| 20ª      | 30 marzo-9 aprile 2017      | Otxandio–Pamplona                       | Bat Zuk (gioco di parole tra bat (uno), zuk (tu) e batzuk (più)) | "Zirkorrika", artisti vari                                  | Quelle persone che hanno concepito e avviato la marcia "Korrika". |
| 21ª      | 4-14 aprile 2019            | Puente la Reina–Vitoria-Gasteiz         | Klika |                                                             | |
| 22ª      | 31 marzo-10 aprile 2022     | Amurrio–Donostia-San Sebastian          | Hitzekin |                                                             | |
| 23ª      | 14-24 marzo 2024            | Irun–Bayonne                            | Harro Herri |                                                             | |

Per ogni evento della Korrika è stata creata appositamente una canzone che serve come slogan per la corsa

## Eventi simili
Partendo dalla stessa idea, si sono venuti a creare eventi simili a favore di una lingua minoritaria anche in altre parti del mondo:
- Correllengua, in Catalogna dal 1993.
- Corsa per la lenga, nella Val d'Aran dal 1993.
- Correlingua, in Galizia dal 2000.
- Ar Redadeg, in Bretagna dal 2008.
- Rith, in Irlanda dal 2010.
- Ras yr laith, in Galles dal 2014.